# Mekeil Williams
Mekeil Williams est un footballeur international trinidadien né le 24 juillet 1990 à Port-d'Espagne. Il joue au poste de défenseur avec les Red Wolves de Chattanooga en USL League One.

## Biographie

### Parcours en club
Le 5 février 2016, il signe avec les Rapids du Colorado.
A l'issue de la saison 2017, son contrat avec les Rapids n'est pas renouvelé. Le 16 février 2018, il s'engage avec les Kickers de Richmond en deuxième division nord-américaine.

### Parcours en sélection
Mekeil Williams est convoqué pour la première fois par le sélectionneur national Otto Pfister pour un match amical contre la Finlande le 22 janvier 2012, où il marque son premier but en sélection  (défaite 3-2). 
Il dispute une Gold Cup en 2015. 
Il compte 34 sélections et deux buts avec l'équipe de Trinité-et-Tobago depuis 2012.

## Palmarès
- Vainqueur de la Coupe Pro Bowl en 2014 avec le W Connection
- Vainqueur du Charity Shield en 2014 avec le W Connection

## Statistiques

### Buts en sélection
Le tableau suivant liste les résultats de tous les buts inscrits par Mekeil Williams avec l'équipe de Trinité-et-Tobago.